# Carl Theodor Mellgren
Carl Theodor Mellgren, född 8 maj 1836 i Stockholm, död 10 september 1905 i Stockholm, var en svensk arkitekt verksam i Ryssland.
Mellgrens föräldrar var medaljgravören Carl Magnus Mellgren och Natalia Hjorth. Han tog studenten som privatist 1854, studerade därefter vid Tekniska Högskolan i Helsingfors och till arkitekt vid Konstakademien i Stockholm.
Mellgren arbetade underställd Moskvas generalguvernör 1877–1891 och var samtidigt tekniskt ansvarig vid generalguvernementets byggnadskansli. Han erhöll ryskt adelskap och statsråds titel 1888.

## Byggnader
- Brofeldtska husets ombyggnad, Helsingfors 1863

## Publikation
- Nordiska välgörenhetsföreningens i Moskva kalender för skottåret 1892; sammanstäld af Theodor Mellgrén. Åbo 1892